# Deschampsia cordillerarum
Deschampsia cordillerarum är en gräsart som beskrevs av Lucien Leon Hauman. Deschampsia cordillerarum ingår i släktet tåtlar, och familjen gräs. Inga underarter finns listade i Catalogue of Life.